# Sinoïte
La sinoïte est un minéral très rare constitué d'un oxynitrure de silicium, de formule chimique Si2N2O. Transparente et d'aspect vitreux, elle a été découverte en 1905, puis  identifiée comme un minéral distinct en 1964 à partir de la météorite Jajh deh Kot Lalu, une chondrite à enstatite tombée dans le désert du Sind (Pakistan) en 1926. Son nom rappelle sa composition (les éléments Si, N et O), et l'IMA lui a attribué le symbole Sno. Elle a depuis été retrouvée dans d'autres chondrites à enstatite.
La sinoïte cristallise lors de l'impact d'une météorite sous forme de grains inférieurs à 0,2 mm entourés d'alliages Fe-Ni et d'enstatite. Elle est aussi synthétisée au laboratoire sous la forme d'une céramique d'oxynitrure de silicium.
La structure cristalline de la sinoïte est constituée de tétraèdres SiN3O liés à des atomes d'oxygène le long de l'axe c et à des atomes d'azote perpendiculairement à celui-ci. La forte liaison covalente de cette structure donne une résistance à la flexion élevée et une résistance au chauffage et à l'oxydation jusqu'à des températures d'environ 1 600 °C,.